# ستانلي إتش كلاين
ستانلي إتش كلاين (بالإنجليزية: Stanley H. Klein)‏ هو مهندس معماري أمريكي، ولد في 15 أكتوبر 1908، وتوفي في 12 أبريل 1992.